# Rodrigo de Triana
Rodrigo de Triana (¿Lepe?, c. 1469-Islas Molucas, 1535) fue un marinero español. Fue tripulante de una de las carabelas de Cristóbal Colón en su primer viaje, en el que se produjo el descubrimiento de América por parte de los europeos. Según la historiografía, fue el vigía que avistó el Nuevo Mundo.

## Nacimiento y procedencia
El lugar de nacimiento de Rodrigo de Triana se encuentra en disputa, de modo que se barajan varias hipótesis.

### Información

Escudo de Lepe, donde aparece el marinero.

El diario de a bordo de Cristóbal Colón menciona que un marinero ve tierra a las 2 de la mañana, afirmando posteriormente que el primero que ve tierra es Rodrigo de Triana.
Gonzalo Fernández de Oviedo señala el municipio onubense de Lepe como el lugar de nacimiento de la persona que avistó América, al ver lumbres o candelas en la costa, siendo noche, en Historia general y natural de las Indias de 1535. La obra atribuye a Rodrigo de Triana el avistamiento de América al amanecer.
El primer volumen de La historia de las Indias y conquista de México (el nombre de la obra varía según la edición), publicado en 1552 y escrito por Francisco López de Gómara, posee información referente al origen del marinero.  En el capítulo XVI, El descubrimiento de las Indias que hizo Cristóbal Colón, se lee:

Prosiguió su camino, y luego vio lumbre un marinero de Lepe y un Salcedo. A otro día siguiente, que fue 12 de octubre del año de 1492, dijo Rodrigo de Triana: "Tierra, tierra", a cuya tan dulce palabra acudieron todos a ver si decía verdad; y como la vieron, comenzaron el Te Deum laudamus, hincados de rodillas y llorando de placer. Hicieron señal a los otros compañeros para que se alegrasen y diesen gracias a Dios, que les había mostrado lo que tanto deseaban. Allí viérades los extremos de regocijo que suelen hacer marineros: unos besaban las manos a Colón, otros se le ofrecían por criados, y otros le pedían mercedes. La tierra que primero vieron fue Guanahaní, una de las islas Lucayas, que caen entre la Florida y Cuba, en la cual se tomó luego tierra, y la posesión de las Indias y Nuevo-Mundo, que Colón descubría por los Reyes de Castilla.

En el X capítulo, La honra y mercedes que los Reyes Católicos hicieron a Colón por haber descubierto las Indias, se aprecia otra referencia al origen de Rodrigo de Triana:

De donde sospecho que la reina favoreció más que no el rey el descubrimiento de las Indias; y también porque no consentía pasar a ellas sino a castellanos; y si algún aragonés allá iba, era con su licencia y expreso mandamiento. Muchos de los que habían acompañado a Colón en este descubrimiento pidieron mercedes, mas los reyes no las hicieron a todos. Y así, el marinero de Lepe se pasó a Berbería, y allá renegó la fe, porque ni Colón le dio albricias ni el rey merced ninguna, por haber visto él primero que otro de la flota lumbre en las Indias.

Si bien no existe una lista completa de los marineros que llevó Colón en su primer viaje, la historiadora Alice Bache Gould logró elaborar una lista de 90 marineros profusamente documentada, que es la más completa que se conoce. En dicha lista de pasajeros solamente hay un vecino de Lepe, llamado Pedro Izquierdo, que fue grumete en la Santa María. Además, hay un vecino de La Redondela, pueblo costero muy cercano a Lepe, que se llamaba Pedro Lepe y que no regresó a España, ya que formó parte de los españoles que dejó Colón apostados en el Fuerte Navidad y que murió junto a los demás compañeros de la empalizada en un ataque de los nativos.

### Sevilla

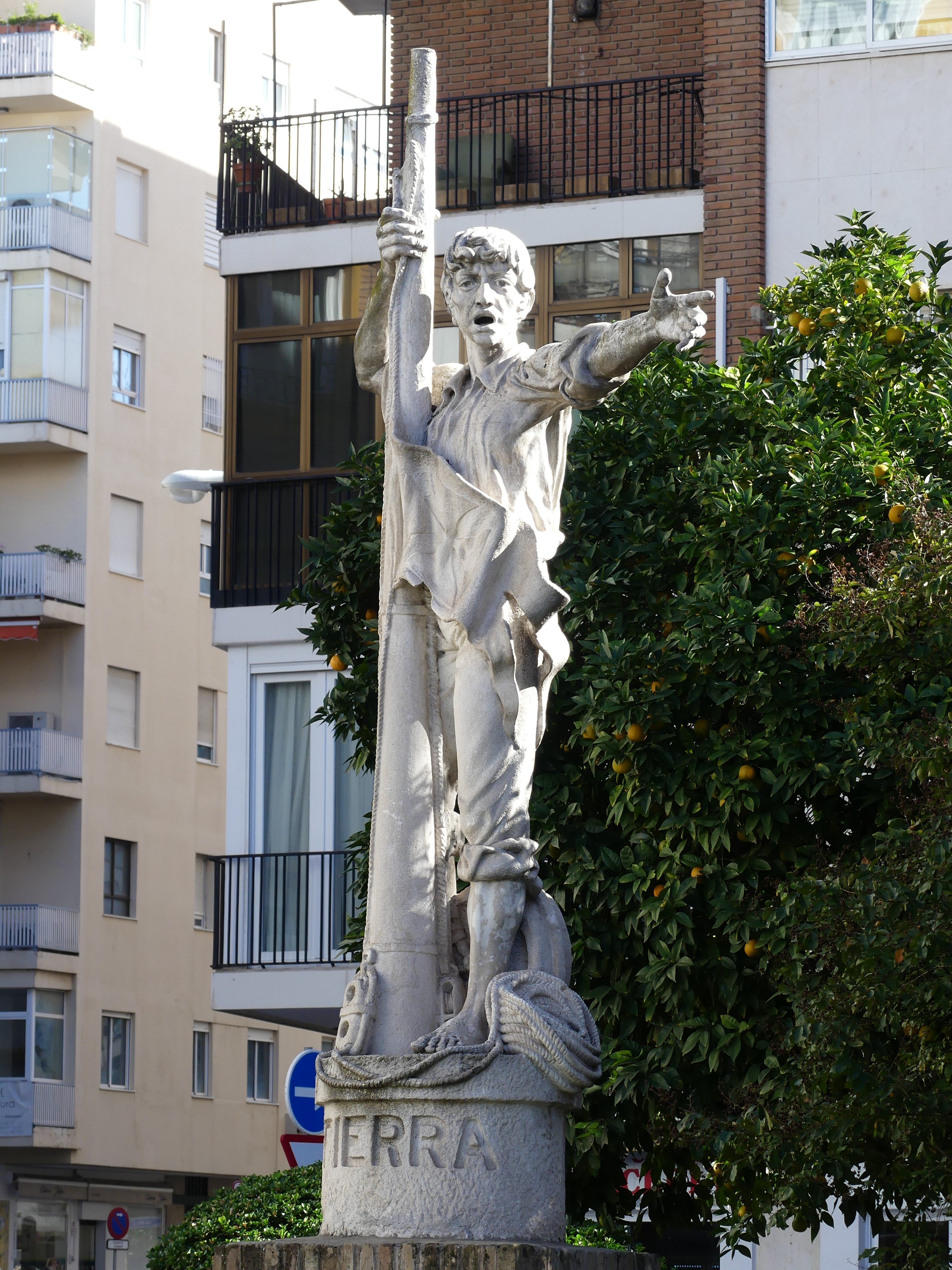
Monumento a este marinero en el barrio de Triana, Sevilla.

Según el testimonio de un testigo llamado Fernando García Vallejos, interrogado por un fiscal en 1515, el primer marinero que avistó tierra se llamaba Juan Rodríguez Bermejo y era de un lugar sevillano llamado "Molinos". Otro testigo, Manuel de Valdovinos, que lo llama Juan Bermejo, también afirmó que era de Sevilla.
La tradición local dice que Rodrigo era del barrio sevillano de Triana.

## Otros nombres
Aunque en el diario de a bordo de Cristóbal Colón se le llama Rodrigo de Triana, se le han atribuido otros nombres.

### Juan Rodríguez Bermejo
Según la historiadora Alice Bache Gould el nombre "Rodrigo" es realmente el apellido "Rodríguez" mal copiado. Este nombre se le atribuye gracias al testimonio de un testigo, Fernando García Vallejos, que al ser interrogado por un fiscal (con motivo de los pleitos colombinos) en 1515 declara:

En esto aquel jueves en la noche aclaró la luna, y un marinero que se decía Juan Rodríguez Bermejo, vecino de Molinos, de tierra de Sevilla, como la luna aclaró, del dicho navío de Martín Alonso Pinzón vido una cabeza blanca de arena, e alzó los ojos e vido la tierra, e luego arremetió con lombarda e dio un trueno: ¡Tierra! ¡Tierra!

En 1525 Juan Rodríguez Bermejo participó como piloto en la expedición a las Molucas, en el sudeste asiático, junto a García Jofre de Loaisa. En dicha expedición se encontraba Juan Sebastián El Cano, el cual había completado en 1522 la primera circunnavegación de la Tierra, iniciada por Fernando de Magallanes. La expedición de las Molucas duraría de 1525 a 1536. Juan Rodríguez Bermejo fallecería durante la misma, el 24 de junio de 1526. Estuvo casado con Catalina Muñoz.

### Juan Bermejo
Existen otros dos testigos que prestaron declaración ante el fiscal en 1515 en el contexto de los pleitos colombinos.
Manuel de Valdovinos se explica del siguiente modo:

[...] e yendo navegando al cuarto vido la tierra un Juan Bermejo de Sevilla, e que la primera tierra fue la isla de Guanahani.

El testigo Diego Fernández Colmenero habla del asunto de la siguiente forma:

[...] un marinero que se dezia Juan Bermejo, vido la tierra de Guanahani primero que otra persona, e que pidio albrycias al capitan Martin Alonso Pinçon; e que ansy desqubrio la tierra primero.

### Rodrigo Bermejo

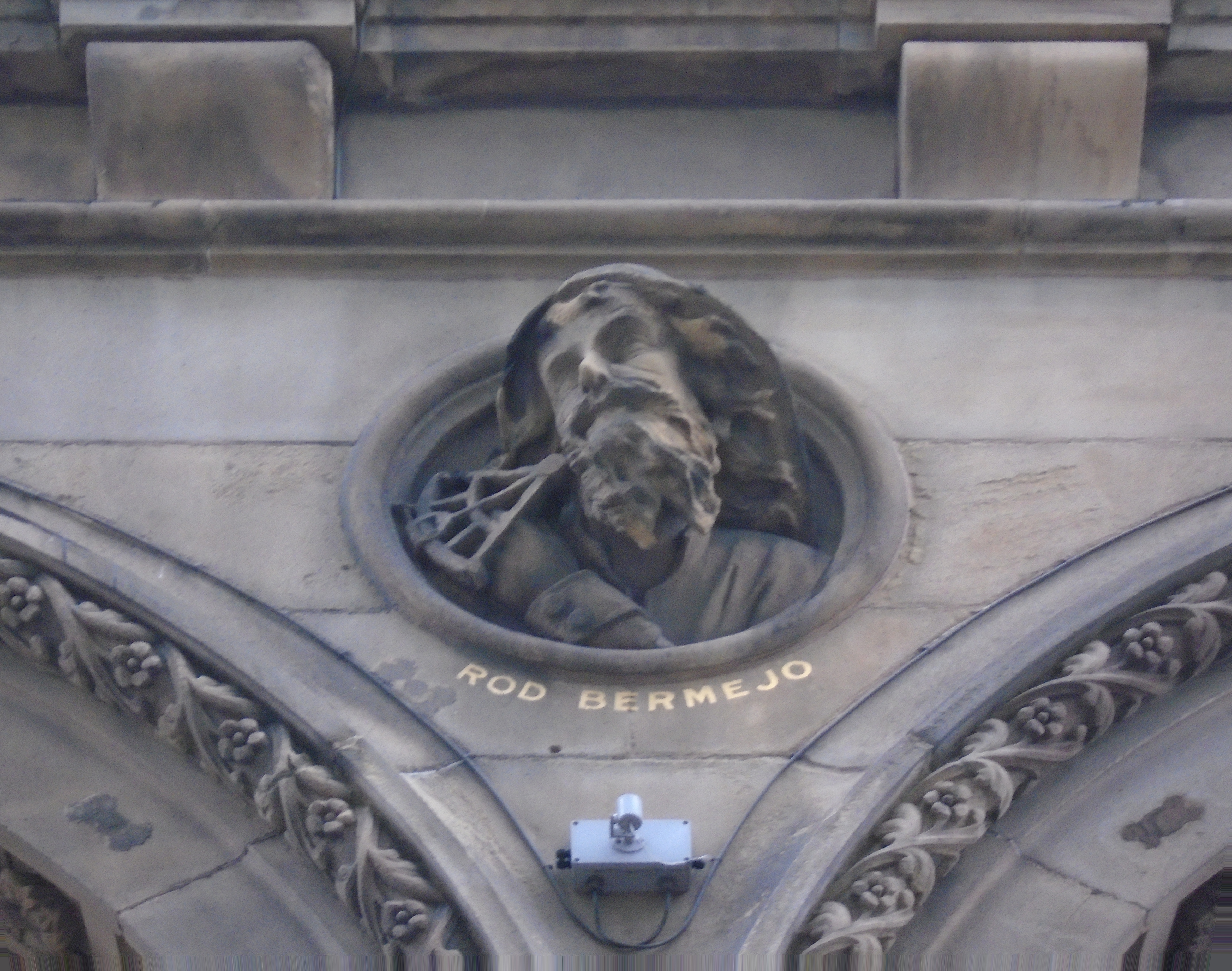
Relieve de "Rod Bermejo" en el edificio Hargreaves de Liverpool, Reino Unido.

El historiador Ángel Ortega, en su obra La Rábida: Historia documental crítica (1925), lo identificó con Rodrigo Bermejo, piloto de la Casa de la Contratación de Sevilla.

### Rodrigo Pérez de Acevedo
Es el nombre que se le atribuye en el municipio de Lepe, de la provincia de Huelva.

## Avistamiento de América
Según el diario de a bordo de Colón, fue el primer español que avistó el nuevo continente en la carabela Pinta. El diario salta inmediatamente del día 11 al 13 de octubre de 1492, entendiéndose los hechos narrados como del 12 de octubre:

Y porque la carabela Pinta era más velera e iba delante del Almirante, halló tierra y hizo las señas que el Almirante avía mandado. Esta tierra vido primero un marinero que se decía Rodrigo de Triana [...]

Rodrigo divisó una pequeña isla del archipiélago de las Lucayas (conocido hoy como Bahamas), en el Mar Caribe. La isla en concreto era conocida por los indígenas como Guanahani y fue bautizada por Cristóbal Colón como San Salvador, en honor a Jesucristo y a la salvación que implicaba encontrar tierra tras aquella larga travesía.
La isla Watling, situada en las mismas Bahamas, se propuso en el siglo XIX como la isla donde Colón desembarcara en 1492. De este modo, en 1925 se le retiró el honor a otra isla que anteriormente se consideraba el San Salvador original y que ahora se llama Cat Island, para poner a la isla Watling el nombre de San Salvador, que hoy conserva. Finalmente, en 1986 la National Geographic Society apuntó a que la isla avistada y donde desembarcó Colón por primera vez en América es Cayo Samaná, otra pequeña isla también en Las Bahamas. Cayo Samaná es una pequeña isla alargada, hoy deshabitada, con 16 kilómetros de largo y aproximadamente 3 kilómetros y medio de ancho.
La hora del descubrimiento según el diario de a bordo de Cristóbal Colón serían "dos horas pasada la media noche", esto es las 2 de la madrugada del 12 de octubre de 1492, cuando se encontraban a dos leguas (marinas).
El ya citado libro Historia General y Natural de las Indias de Gonzalo Fernández de Oviedo, de 1535, en su Libro II, capítulo V, aporta mucho a este momento. En él se narra que primero, en la noche, Colón vio candelas en tierra, avisando a un par de tripulantes. Posteriormente, y aún de noche, un marinero vigía de Lepe avistó las candelas. Posteriormente cuenta que, a la mañana siguiente, en el amanecer, un marinero llamado Rodrigo de Triana fue el primero en ver tierra. Además, traslada el descubrimiento a la mañana del 11 de octubre, en lugar de situarlo en el 12 de octubre.

E aquel mesmo día que el almirante Colon estas palabras dijo, conosçió realmente que estaba cerca de tierra, en semblante de los celajes de los cielos; e amonestó a los pilotos que, si por caso las carabelas se apartasen, por algún caso fortuito, la una de la otra, que pasado aquel trance corriesen hacia la parte o viento que les ordenó, para tornar a reducirse en su conserva. E como sobrevino la noche, mandó apocar las velas y que corriesen con solos los trinquetes bajos; e andando así, un marinero de los que iban en la capitana, natural de Lepe, dijo: "¡Tierra!... ¡Tierra!..." E luego un criado de Colom, llamado Salcedo, replicó diciendo: "Eso ya lo ha dicho el Almirante, mi señor"; y encontinente Colom dijo: "Rato ha que yo lo he dicho y he visto aquella lumbre que está en tierra." Y así fue: que un jueves, a las dos horas después de medianoche, llamó el Almirante a un hidalgo dicho Escobedo, repostero de estrados del Rey Católico, y le dijo que veía lumbre. Y otro día de mañana, en esclaresciendo, y a la hora que el día antes había dicho Colom, desde la nao capitana se vido la isla que los indios llaman Guanàhaní, de la parte de la Trotamontana o Norte. Y el que vido primero la tierra, cuando ya fue de día, se llamaba Rodrigo de Triana, a once días de octubre del año ya dicho de mill e cuatrocientos y noventa y dos.
[...]
Tornando a la historia, aquella isla que se vido primero, segund he dicho, es una de las islas que dicen de los Lucayos. Y aquel marinero que dijo primero que veía lumbre en tierra, tornado después en España, porque no se le dieron las albricias, despechado de aquesto, se pasó en África y renegó de la fe. Este hombre, segundo yo oí decir a Vicente Yáñez Pinzón y a Hernán Pérez Mateos, que se hallaron en este primero descubrimiento, era de Lepe, como he dicho.

## Avistamiento de tierra sin premio
De acuerdo con el diario del primer viaje de Colón, los Reyes de España prometieron una recompensa de 10 000 maravedís al primero que avistara tierra. Al estar resultando el viaje mucho más extenso de lo inicialmente previsto, Colón ofreció además como recompensa por su parte un jubón de seda.
Rodrigo de Triana avista tierra a las 2 de la madrugada del 12 de octubre de 1492 (según el diario de a bordo de Colón, ya que de acuerdo con Historia General y Natural de las Indias, libro historiográfico de 1535, Rodrigo de Triana ve tierra al amanecer, correspondiendo el avistamiento a las 2 de la madrugada a un lepero el día 11 de octubre). Sin embargo, Colón argumenta que a las 10 de la noche del 11 de octubre, unas cuatro horas antes, él había visto por la ventana de su camarote luces que subían y bajaban en el horizonte, que él interpretó que podrían ser candelas en tierra, y que tras ver aquello avisó primero a Pero Guitiérrez, que dijo que podía ver las candelas también, y luego a Rodrigo Sánchez de Segovia, que dijo que no veía nada de eso, argumentando Colón que esto se debía a que Rodrigo Sánchez de Segovia estaba situado en un lugar donde no se podía ver lo que él quería mostrarle. De este modo, Rodrigo de Triana no cobraría la sustanciosa recompensa. El diario narra los hechos del siguiente modo:

[...] puesto que el Almirante, a las diez de la noche, estando en el castillo de popa, vid lumbre; aunque fue cosa tan çerrada que no quiso affirmar que fuese tierra, pero llamó a Pero Gutiérrez repostero d'estrados del Rey e díxole que pareçía lumbre, que mirasse él, y así lo hizo, y vídola. Díxolo también a Rodrigo Sánchez de Segovia, qu'el Rey y la Reina embiavan en el armada por veedor, el cual no vido nada porque no estava en lugar do la pudiese ver. Después qu'el Almirante lo dixo, se vido una vez una vez o dos, y era como una candelilla de cera que se alçava y levantava, lo cual a pocos pareçiera ser indiçio de tierra; pero el Almirante tuvo por çierto estar junto a la tierra. Por lo cual, cuando dixeron la Salve, que la acostumbran dezir e cantar a su manera todos los marineros y se hallan todos, rogó y amonestólos el Almirante que hiziesen buena guarda al castillo de proa, y mirasen bien por la tierra, y que al que le dixese primero que vía tierra le daría luego un jubón de seda, sin las otras mercedes que los Reyes avían prometido, que eran diez mill maravedís de juro a quien primero le viese. A las dos oras después de media noche pareçió la tierra, de la cual estarían dos leguas. Amainaron todas las velas, y quedaron con el treo que es la vela grande, sin bonetas, y pusiéronse a la corda, temporizando hasta el día viernes que llegaron a una isleta de los lucayos, que se llamava en lengua de indios Guanahaní.

De acuerdo con la obra Historia general y natural de las Indias (1535), al ver el lepero negada su recompensa, renegó de la fe y se fue a vivir a África. En Historia general de las Indias (1552) se menciona que se fue a Berbería, o sea, al Magreb.

## Trascendencia
Existen varias teorías de cuándo el ser humano llegó a América. Según los primeros estudios sobre la cultura Clovis, el hombre llegó a América hace 12 000 años, aunque otros tratadistas posteriores han situado el hecho hace entre 16 000 y 20 000 años. Otros, incluso, han llevado este hecho hasta hace 30 000 años. Se desconoce si los primeros pobladores llegaron a través del estrecho de Bering o en una ruta Oceanía-Polinesa-América del Sur.
En el siglo XX se descubrieron indicios de asentamientos vikingos en Norteamérica. Sin embargo, los vikingos abandonaron después estos asentamientos sin que esto tuviera repercusión en la cultura europea.
Fue la expedición de Cristóbal Colón de 1492 la que realmente tuvo una continuidad histórica, ya que tras de esta se iniciaron una serie de viajes sucesivos casi inmediatos de descubrimiento del continente americano, creándose la noción de Nuevo Mundo. Colón pensaba que se encontraba en Asia, a donde había intentado llegar, navegando hacia el oeste, con patrocinio de los Reyes Católicos. El avistamiento de Rodrigo de Triana de América marcó un antes y un después en la historia de la humanidad, iniciando de lleno y en un instante la Edad Moderna.

## Homenajes

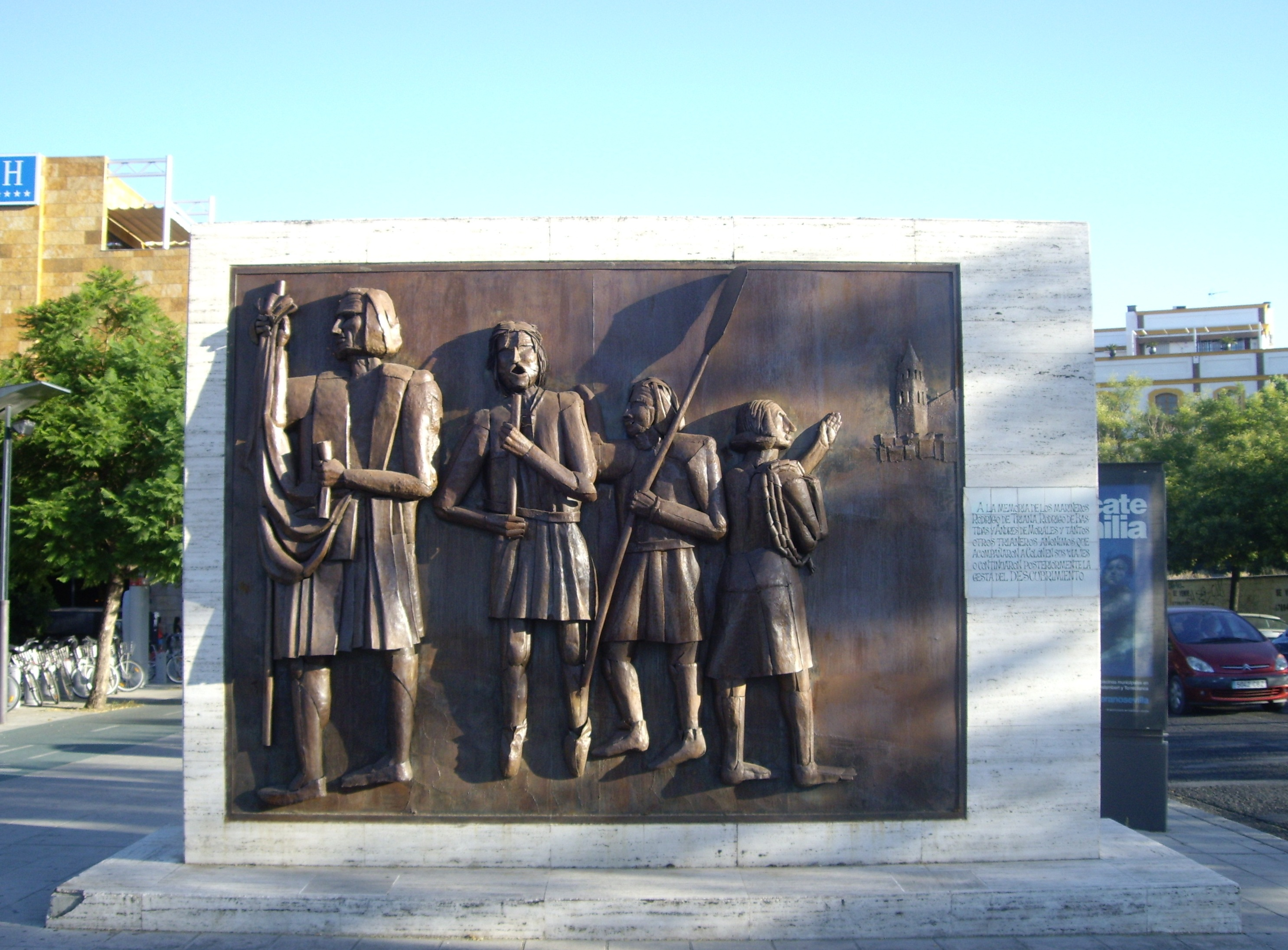
Monumento, de arte contemporáneo, dedicado a los descubridores trianeros. Plaza de Chapina, Sevilla.

En 1928 el Comité de la Exposición Iberoamericana de Sevilla le encargó al escultor Manuel Delgado Brackenbury una estatua de Rodrigo de Triana para ser colocada en la plaza de los Conquistadores, en la parte sur del recinto de la exposición. Tras la celebración de la muestra, la estatua fue llevada a los almacenes municipales. En 1948 la estatua se colocó en la plaza de Chapina, pero fue retirada de nuevo en 1962. En 1973 el escultor José Lemus realizó otra estatua diferente de Rodrigo de Triana, que fue colocada en la calle Pagés del Corro. La estatua muestra a Rodrigo señalando la tierra sobre un pedestal de obra donde se lee "¡Tierra!". En la ciudad también hay una calle llamada Rodrigo de Triana.
En Lepe se honra la figura del lepero que, según la historiografía, avistó América. De esta forma, en Lepe una urbanización, un colegio y una de las principales calles del casco histórico se llaman Rodrigo Pérez de Acevedo, además de aparecer en el escudo de la ciudad en un puesto de vigía.
En Dos Hermanas, provincia de Sevilla, hay una calle llamada Juan Rodríguez Bermejo.
En 1992 se colocó en la plaza de Chapina un memorial titulado Monumento a los ángeles trianeros, realizado por Gabriel Mozas. Se trata de un relieve de bronce de arte moderno adosado a un muro de piedra. Está dedicado a Rodrigo de Triana, Rodrigo de Bastidas, Andrés de Morales y al resto de trianeros que colaboraron en el descubrimiento de América.
En 1988 el aventurero español Vital Alsar viajó con su barco Marigalante desde América hasta el Muelle de las Delicias de Sevilla y depositó en la capilla de la Virgen de la Antigua de la catedral un arcón con monedas de distintas partes del mundo en homenaje a Rodrigo de Triana y a todos los navegantes que participaron en el descubrimiento de América. El cofre se encuentra depositado en las oficinas del cabildo catedralicio.